# Gero II
Gero II (ur. przed 970 r., zm. w 1015 r. pod Krosnem Odrzańskim) – margrabia Łużyc od 993 r.

## Życiorys
Gero był jedynym synem margrabiego Miśni Thietmara I i Swanhildy, córki Hermana Billunga. Po śmierci ojca pełnił drobniejsze urzędy we wschodnich Niemczech. W 993 r., po śmierci margrabiego Hodona, otrzymał Marchię Łużycką. Wspomagał cesarza Henryka II w walce z księciem Polski Bolesławem I Chrobrym. Zginął podczas wyprawy przeciwko Polakom w 1015 r., w walkach pod Krosnem Odrzańskim. 
Z żoną Adelajdą (której pochodzenia nie znamy) miał syna Thietmara, który po śmierci Gerona został margrabią Łużyc – był to pierwszy przypadek dziedziczenia marchii we wschodnich Niemczech z ojca na syna.